# Strażnicy Galaktyki (grupa superbohaterów 1969)

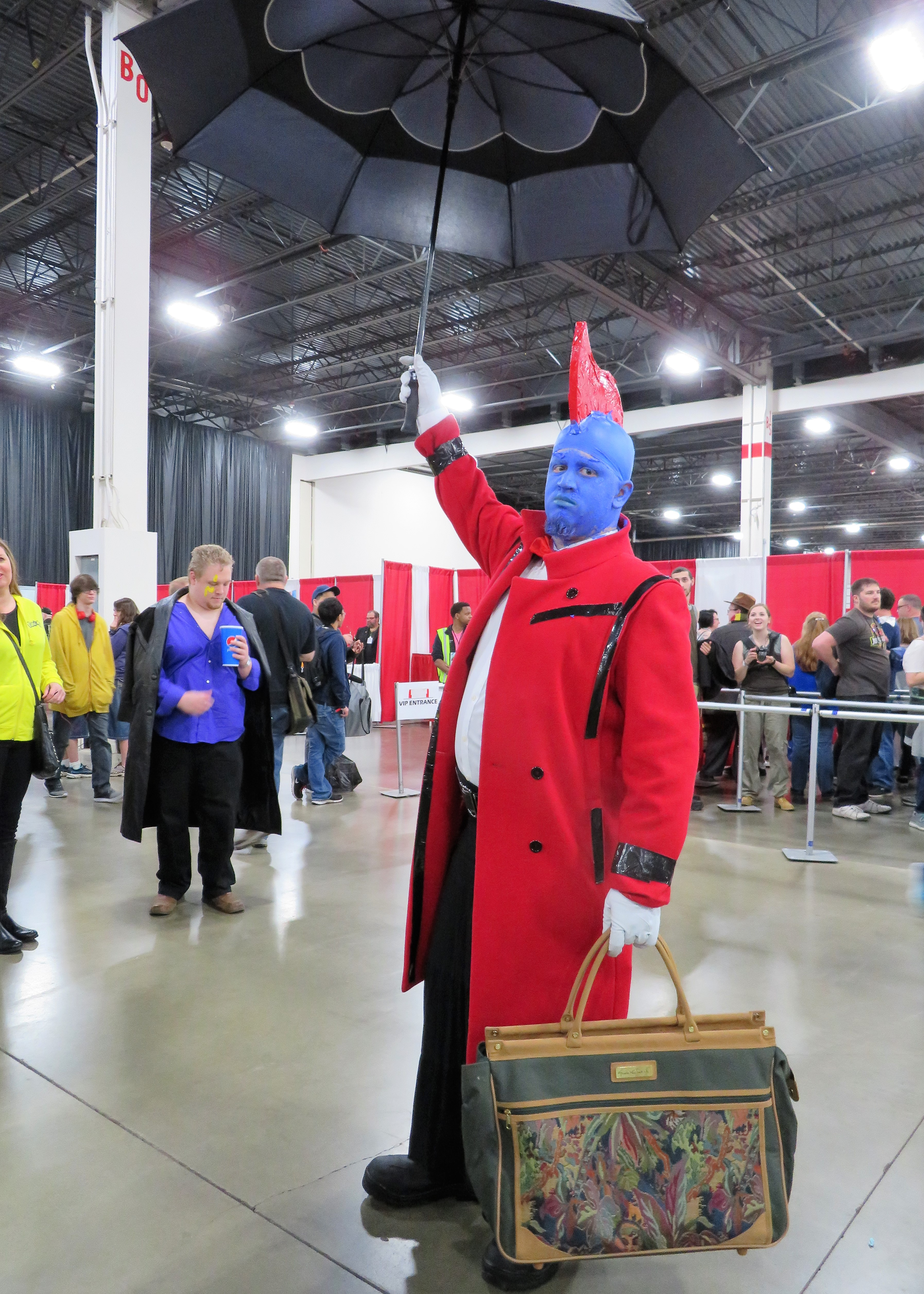
Cosplay Yondu

Strażnicy Galaktyki (ang. Guardians of the Galaxy) – zespół superbohaterów, pojawiający się w amerykańskich komiksach wydawanych przez Marvel Comics. Pojawili się po raz pierwszy w Marvel Super-Heroes #18 (styczeń 1969). Do pierwszych członków zespołu należeli Vance Astro, Martinex, Charlie-27 i Yondu. W późniejszym okresie do zespołu dołączyli Starhawk, Aleta Ogord i Nikki. Twórcami zespołu są Stan Lee,  Arnold Drake i Roy Thomas.

## Wystąpienia
- Guardians of the Galaxy: Earth Shall Overcome (ISBN 978-0785137863): Marvel Super-Heroes #18, Marvel Two-in-One #4–5, Giant-Size Defenders #5 oraz Defenders #26–29.
- Guardians of the Galaxy: The Power of Starhawk (ISBN 978-0-7851-3788-7): Marvel Presents #3–12.
- Guardians of the Galaxy: Tomorrow’s Avengers Vol. 1 (ISBN 978-0785166870): Marvel Super Heroes #18, Marvel Two-In-One #4–5, Giant -Size Defenders #5, Defenders #26–29, Marvel Presents 3–12
- Guardians of the Galaxy: Tomorrow’s Avengers Vol. 2 (ISBN 978-0785167556): Thor Annual #6; Avengers #167–168, 170–177, 181; Ms. Marvel #23; Marvel Team-Up #86; Marvel Two-In-One #61–63, 69
- Guardians of the Galaxy: Quest for the Shield (ISBN 0-87135-879-4):  Guardians of the Galaxy #1–6. luty, 1992.
- Guardians of the Galaxy by Jim Valentino Vol. 1 (ISBN 978-0785184201): Guardians of the Galaxy #1–7 i Annual #1, oraz materiały z Fantastic Four Annual #24, Thor Annual #16 and Silver Surfer Annual #4
- Guardians of the Galaxy by Jim Valentino Vol. 2 (ISBN 978-0785185635): Guardians of the Galaxy #8–20
- Guardians of the Galaxy by Jim Valentino Vol. 3 (ISBN 978-0785198123): Guardians of the Galaxy #21–29, Annual #2, Marvel Super-Heroes #18
- Guardians of the Galaxy Classic by Jim Valentino Omnibus (ISBN 978-1302904395): Guardians of the Galaxy #1–29, Annual #1–2 i Marvel Super-Heroes #18 oraz materiały z Fantastic Four Annual #24, Thor Annual #16 and Silver Surfer Annual #4
- Guardians of the Galaxy Classic: In the Year 3000 Vol. 1 (ISBN 978-1302900618): Guardians of the Galaxy #30–39, Annual #3 i materiały z Marvel Comics Present #134
- Guardians of the Galaxy Classic: In the Year 3000 Vol. 2 (ISBN 978-1302902148): Guardians of the Galaxy #40–50, Galactic Guardians #1–4, i materiały z Annual #4
- Guardians of the Galaxy Classic: In the Year 3000 Vol. 3 (ISBN 978-1302904432): Guardians of the Galaxy #51–62 i materiały z Annual #4
- Guardians 3000 Vol. 1: Time After Time (ISBN 978-0785193128): Guardians 3000 #1–5 i materiały zGuardians of the Galaxy Vol. 3 #13
- Korvac Saga: Warzones! (ISBN 978-0785193135): Guardians 3000 #6–8, Korvac Saga #1–4

### W innych mediach
- Oryginalna drużyna pojawia się w dodatku do Lego Marvel Super Heroes 2 pod tytułem Classic Guardians of the Galaxy[2].
- Wielu z klasycznych Strażników pojawia się w filmie Strażnicy Galaktyki vol. 2. Pojawiają się w nim między innymi Yondu, Mainframe, Aleta Ogord czy Krugarr. Są oni członkami grupy przemytników i złodziei o nazwie Ravagers[3][4].